# 小行星6490
小行星6490（英語：6490）是一颗围绕太阳公转的小行星。1991年7月12日，亨利·E·霍爾特在帕洛马山发现了此天体。
这颗小行星的绝对星等为28.22004等。